# 安蒜幸紀
安蒜 幸紀（あんびる さき、1月28日 - ）は、日本のフリーアナウンサーである。ジョイスタッフ所属。

## 来歴
新潟県魚沼市出身。フェリス女学院大学卒業。

旅行会社勤務、客室乗務員を経て2013年、NHK沖縄放送局にキャスターとして入局した。NHK沖縄放送局を退局後の2015年、群馬テレビにアナウンサーとして入社し、2018年まで在籍した。
現在は、ジョイスタッフ所属のフリーアナウンサーとして活動している。

## 出演番組

### NHK沖縄放送局時代
- 沖縄ちゅらTV
- おきなわHOTeye
- ラジオニュース

### 群馬テレビ時代
- ニュースeye8
- ニュースジャスト6
- ひるポチッ!
- 高崎もぎたて情報
- JOYのASOBU-TV JOYnt!
- ぐんま!トリビア図鑑
- ビジネスジャーナル

### フリーアナウンサー時代
- THE VISIONARY～異彩の花押～（TOKYO MX）
- 斉藤一美 ニュースワイドSAKIDORI!（文化放送）
- 新しい王様（TBSテレビ）
- ゆいぽんしゅ（CS）
- シャキット!（チバテレビ）
- 安蒜幸紀のアイカギ（渋谷クロスFM）
- 東京マーケットワイド（TOKYO MX）、火曜前場、木曜後場アシスタント
- ドライバーズインフォ（TokyoFM）